# Primula carniolica
Primula carniolica  (лат.) — цветущее растение в семействе первоцветных, словенский эндемик, развившийся в ледяную эпоху и являющийся одним из самых известных местных растений.
Это растение растёт вокруг озера Дивье в Идрии, и его нашёл доктор Янеш Антон Скополи, который не признал в качестве нового вида. Лишь Бальтазар Хакке выкопал его и отправил в Вену, где один из ведущих тогда ботаников Николаус Иосиф фон Жакен описал его как новый вид. Он был назван в честь земли Карниола, где его нашли, принадлежавшую в то время Австрийской империи.

## Описание

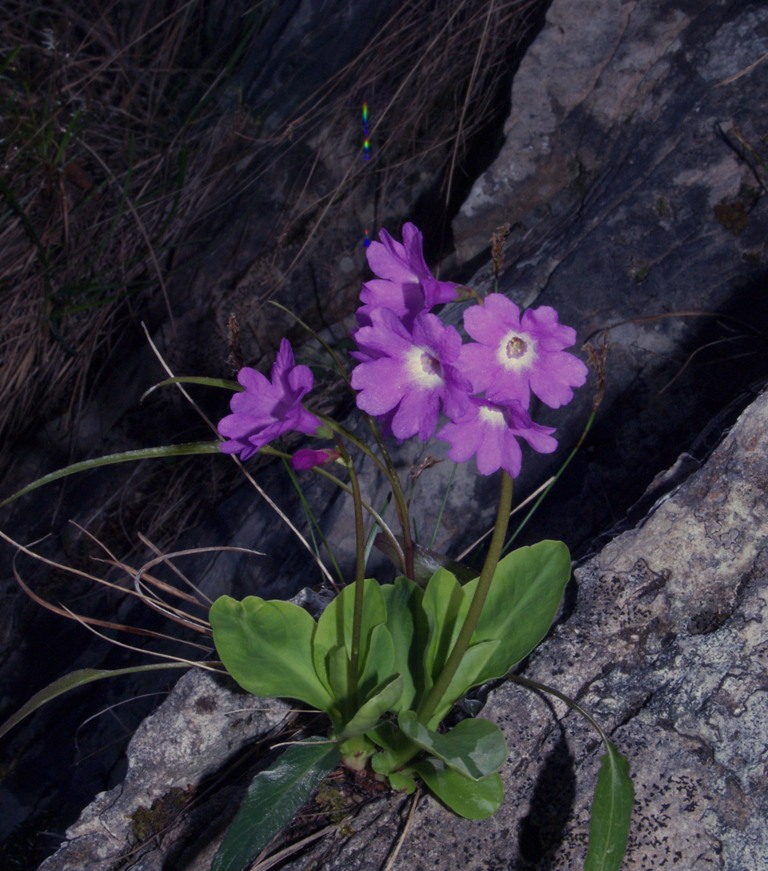
Primula carniolica

Растет до высоты 3-12 сантиметров (1.2-4.7 дюйма) и, как правило, шириной 1-4 сантиметра (0.39-1.57 дюйма). Стебель, основание и листья светло-зеленые, мясистые и не имеют покрытия, что видно у некоторых других первоцветных. Цветки длиной 20-25 миллиметров (0.79-0.98 дюйма) и нежно-красный, розового или пурпурно-розового цвета.
Растение зацветает в апреле и мае, а красно-фиолетовые цветки развиваются разноцветными соцветиями и опыляются белым порошком в устье.
Его ареал ограничен площадью примерно 5000 квадратных километров (1900 квадратных миль) в словенских регионах Верхней, Нижней и Внутренней Карниолы, а также на Словенском Приморье, включая Трновский лес и в ущелье реки Ишка. В пределах своего ареала растение растёт на влажных известняковых скалах, оврагах и лугах, обращенных на север, на высоте 900–1000 метров (3000–3300 футов).
Это охраняемый вид в Словении с 1922 года, поэтому собирать цветы запрещено. Primula carniolica редко культивируется.